# Perfect (película)
Perfect es una película de drama y romance estadounidense de 1985, dirigida por James Bridges y protagonizada por John Travolta y Jamie Lee Curtis.
La película se basa en una serie de artículos que aparecieron en la revista Rolling Stone a finales de 1970, la crónica de la popularidad de los clubes de Los Ángeles de la salud entre las personas solteras.

## Argumento
Una instructora de gimnasia aeróbica se encuentra con un reportero haciendo un reportaje sobre los clubes de salud, pero no es amor a primera vista.

## Reparto
| Actor                   | Personaje                 |
| ----------------------- | ------------------------- |
| John Travolta           | Adam Lawrence             |
| Jamie Lee Curtis        | Jessie Wilson             |
| Jann Wenner             | Mark Roth                 |
| Marilu Henner           | Sally                     |
| Laraine Newman          | Linda                     |
| Anne De Salvo           | Frankie                   |
| Mathew Reed             | Roger                     |
| John Napierala          | Editor de Noticias        |
| Stefan Gierasch         | Charlie                   |
| Ramey Ellis             | Recepcionista de Noticias |
| Kenneth Welsh           | Joe McKenzie              |
| Ann Travolta            | Mary                      |
| Nanette Pattee-Francini | Nanette                   |
| Robin Samuel            | Robin                     |
| Robert Parr             | Robert                    |
| Rosalind Allen          | Sterling                  |
| Chelsea Field           | Randy                     |
| Dan Lewk                | Steve                     |
| Kenny Griswold          | Kenny                     |

## Clasificación por Edades
| País              | Calificación                    |
| ----------------- | ------------------------------- |
| Alemania oriental | 16                              |
| Argentina         | 13                              |
| Australia         | M                               |
| Canadá            | 14A (Ontario) A (Nueva Escocia) |
| Brasil            | 12                              |
| Chile             | 14                              |
| España            | Mayores de 13                   |
| Estados Unidos    | R                               |
| Filipinas         | PG-13                           |
| Finlandia         | K-12                            |

| País          | Calificación   |
| ------------- | -------------- |
| Hong Kong     | IIB            |
| Italia        | T              |
| Islandia      | 10             |
| Noruega       | 12             |
| Nueva Zelanda | PG             |
| Países Bajos  | AL             |
| Perú          | 14             |
| Reino Unido   | 15             |
| Singapur      | NC-16          |
| Suecia        | 7              |
| Colombia      | 12             |
| México        | B15            |
| Japón         | PG-12 G (2011) |

## Banda sonora
Lado A
1. "(Closest Thing To) Perfect" (Jermaine Jackson) – 3:50
2. "I Sweat (Going Through the Motions)" (Nona Hendryx) – 3:54
3. "All Systems Go" (Pointer Sisters) – 3:48
4. "Shock Me" (Jermaine Jackson and Whitney Houston) – 5:08
5. "Wham Rap! (Enjoy What You Do)" (Wham!) – 4:43

Lado B
1. "Wear Out the Grooves" (Jermaine Stewart) – 4:33
2. "Hot Hips" (Lou Reed) – 3:33
3. "Talking to the Wall" (Dan Hartman) – 3:59
4. "Masquerade" (Berlin) – 3:48
5. "Lay Your Hands on Me" (Thompson Twins) – 4:11

## Premios
La Película fue nominada a los Premios Golden Raspberry por las siguientes categorías
- Peor Actor:John Travolta
- Peor Actriz de reparto:Marilu Henner
- Peor Guion:Aaron Latham y James Bridges

## Lugares de Filmación
- "Sports Connection" , es uno de los lugares en donde las escenas fueron filmadas en el actual Sports Connection fitness club (ahora Sports Club / LA), un gigantesco centro deportivo en el oeste de Los Ángeles), conocida por un lugar donde las personas solteras estaban reunidos.
- En la primera escena, la cámara enfoca en The Jersey Journal en Jersey.